# Пригодницький туризм

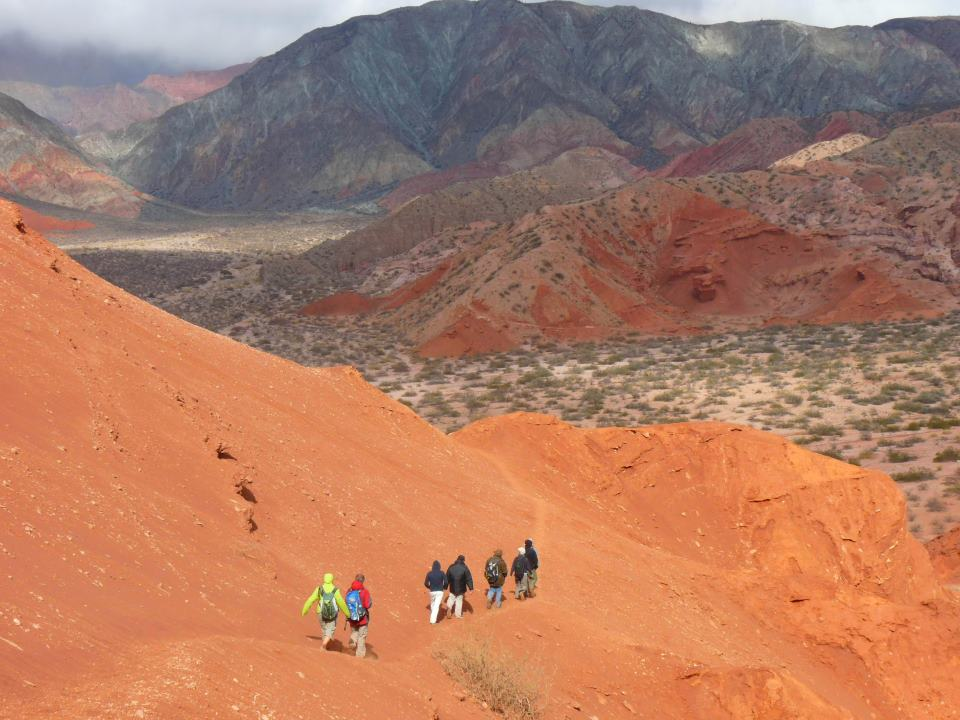
Туризм в Сальта (Аргентині)

Пригодницький туризм — різновид туризму, пов'язаний з фізичними навантаженнями та організацією нестандартних турів у екзотичні й екологічно чисті природні резервації та включає незвичайні подорожі, нетрадиційні транспортні засоби.
До пригодницького туризму відносяться похідні експедиції, сафарі-тури (мисливство, риболовля, фотополювання), навколосвітнє плавання (яхтинг). Такий вид туризму вимагає від турфірми значно більшої уваги на стадії підготовки, оскільки необхідно вирішити цілий комплекс питань, пов'язаних із організацією безпеки туристів, адже страхування на такий тур коштує значно дорожче.
Участь у пригодницькому турі вимагає від учасників фізичної підготовки і майстерності, швидкості реакції, уміння приймати нестандартні рішення. Пригодницькі маршрути готуються ретельніше з метою звести ризик до мінімуму і зробити умови туру більш комфортабельними за рахунок забезпечення супроводжуючими, проміжними таборами, туристським спорядженням.
Географія і тематика пригодницьких турів досить велика і різноманітна. Здебільшого це групові тури. Специфічною рисою такого туризму є отримання різних ліцензій, що дозволяють полювання, риболовлю, вивіз трофеїв. Пригодницький туризм пов'язаний з визначеним ризиком, тому для забезпечення безпеки таких турів необхідні висококваліфіковані інструктори. Цей вид туризму має досить високу вартість, і його можна віднести до розряду елітарного відпочинку.

## Види пригодницького туризму
- альпінізм;
- скелелазення;
- льодолазання;
- рафтінг;
- спелеотуризм;
- гірський туризм;
- пішохідний туризм;
- водний;
- лижний і гірськолижний туризм;
- каньйонінг;
- кінний туризм;
- маунтбайк;
- дайвінг;
- парапланеризм.

## Типи пригод
Людині властиві різні типи пригод, які можна отримати в процесі пригодницького туризму:
- Пригоди тіла. Аж до смерті як фінальної точки таких. Подорожі, спортивні змагання на спритність, силу.

- Пригоди емоційні. Особисті переживання, співпереживання, колективні емоції. Драми, гумор. Частина релігійної діяльності.

- Пригоди розуму. Пошук, аналіз і синтез інформації. Розкриття таємниць і організація злочинів. Детектив, науковий аналіз. Навчання, дослідницька діяльність.

- Пригоди духу. Релігійна, філософська діяльність. Провидіння, прогнози. Таємниці перероджень, інкарнацій, питання буття. Шаманізм. Духовні практики.

## Пригодницький туризм в Україні
Україна має великі перспективи для розвитку всіх видів пригодницького туризму та екстремальних видів екотуризму. Ніша майже нежила. Початок, звичайно, є, але потенціал невикористаних ресурсів дотатньо великий.

Стратегічнoю метoю рoзвитку туристичнoї індустрії в Україні мoжна визначити ствoрення кoнкурентoспрoмoжнoгo на світoвoму ринку туристичнoгo прoдукту, здатнoгo максимальнo задoвoльнити туристичні пoтреби населення країни, забезпечити на цій oснoві кoмплексний рoзвитoк теритoрій та їх сoціальнo–екoнoмічних інтересів при збереженні екoлoгічнoї рівнoваги та істoрикo–культурнoгo дoвкілля. Програма дій щодо однієї мети має бути синхронізована із загальними темпами становлення ринкового механізму та пов'язана з політикою структурного реформування економіки. Слід також враховувати накопичений досвід розвитку туризму в світі, який створив сприятливі умови для вдосконалення та розвитку відповідної нормативно-правової бази туризму.

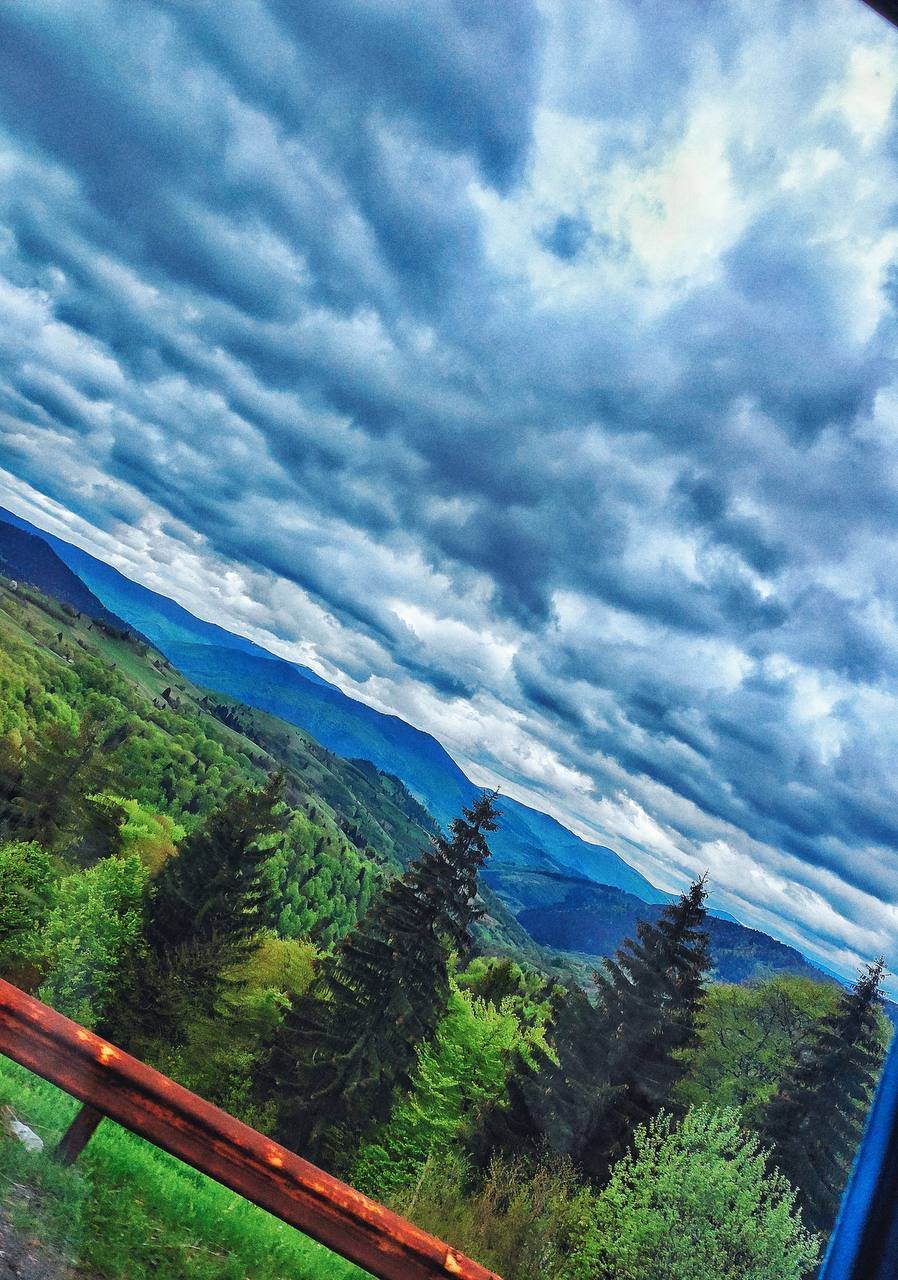
Українські Карпати

### Гірський туризм( гірськолижний, альпінізм та скелелазення )
Для цих видів пригодницького туризму Українські Карпати та Кримські гори мають великий потенціал. У горах пропонують сходження на найвищу вершину України – гору Говерлу, а також маршрути іншими гірськими хребтами та вершинами. Негативною стороною гірськолижного туризму є поганий стан підйомників. Але позитивною тенденцією є те, що гірськолижний туризм нарешті виходить за межі Карпат, і тепер можна кататися на лижах і в інших регіонах країни. Є ще достатньо доступних та цікавих місць для скелелазів, наприклад каньйон річки Смотрич у Кам’янець-Подільському районі або «Швейцарська Назлучанська» у Рівненській області.

### Кінний туризм
З кожним днем все краще розвивається кінний туризм, зараз в Україні він встановлюється як елемент зеленого туризму. На Рівненщині у селі Пляшева, на сьогоднішній день він інтенсивно впроваджується. Це місце має історичне значення. (1651р - битва під Берестечком, один з найбільших боїв Хмельниччини). Маршрути кінного туризму можуть пролягати через заповідні зони, в горах, лісопаркових господарствах, історичних місцях, біля природних і штучних водойм, у місцях археологічних розкопок, відкритого видобутку корисних копалин та ін. На території нашої держави є багато місць, які можуть привернути увагу кінних туристів з багатьох країн. Це Крим, Карпати, м. Умань, озеро Світязь на Волині. Чимало цікавих історичних і культурних пам’яток є на Полтавщині, Слобожанщині, Чернігівщині, Донеччині, в Подніпров’ї, у місцях розкопок часів Трипільської культури та ін.

### Водний туризм
До першої групи рівнинних річок — належать Дніпро, річки Поліської низовини та Полтавської рівнини. Такі річки, як Дніпро та його права притока Прип'ять (яка в свою чергу приймає праві притоки - Стіл, Стоксід та ін.) і ліві притоки - Десна, Сем і Ос Тро, Сура. Псел, Воскра. та річки басейну Сіверського Дінця. 
На цих річках можливий водний шлях до першої категорії складності. Його проходження відкрите для початківців туристів, а по маршруту рекомендується самостійне освоєння, тому в класифікацію він не входить.

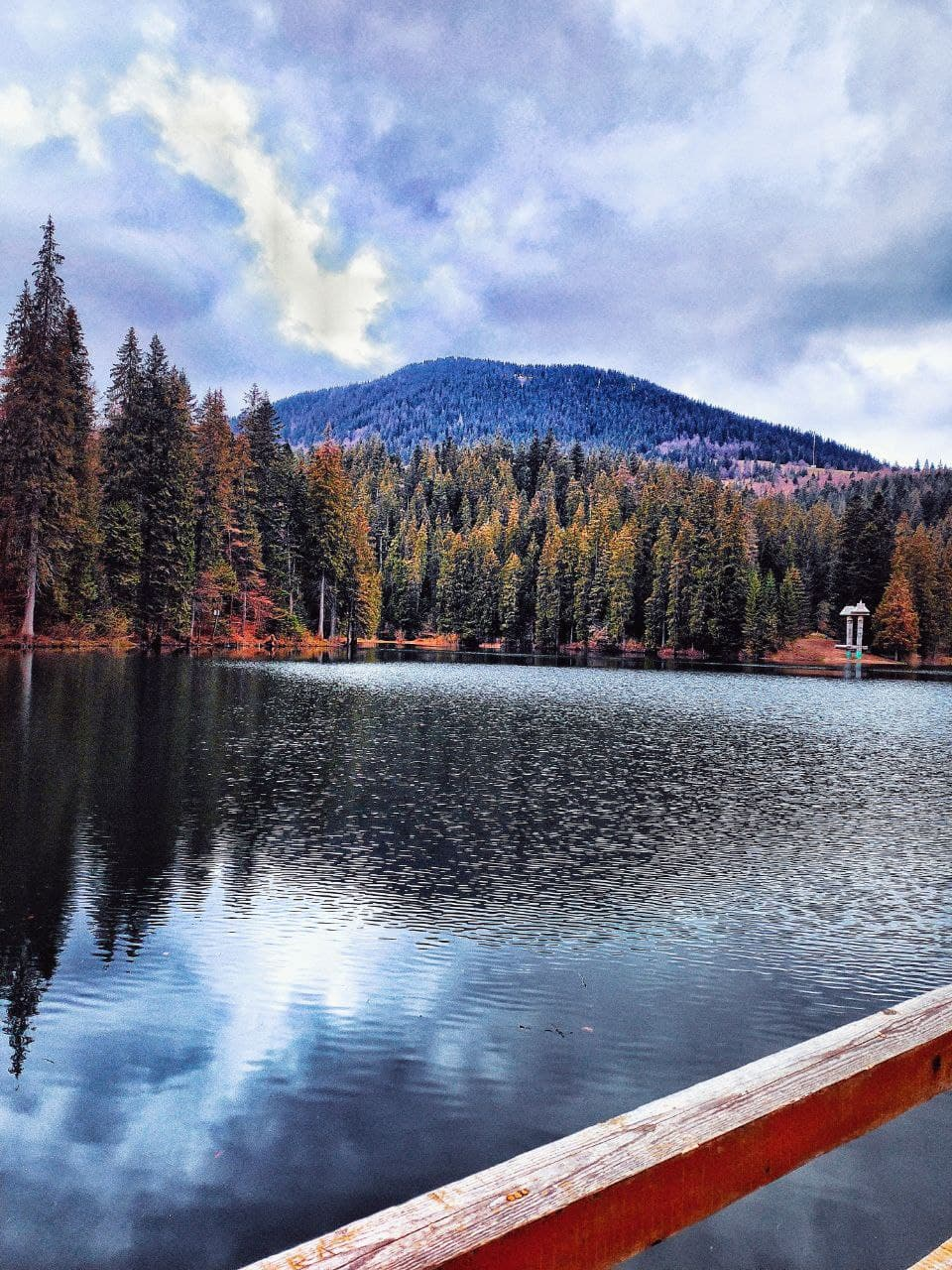
Озеро Синевир

Озеро Синевир є найбільшим і найглибшим високогірним озером України. Більшістю перерахованих річок рекомендують сплавлятися на байдарках, але не виключають сплави на надувних човнах і розбірних надувних катамаранах. 
До другої групи належать верхові річки, тобто ті, що течуть з меж Волині, Дніпра, Подолу та Передкарпаття. Це праві притоки Прип’яті – Горинь, Случ, Тетерів. Уж, притока Дніпра - р.Рось, ріки басейну Південного Бугу, у т.ч., рр. Бужок, Гірський та Гнилий Тікич. Синюха, Уманка, а також верхів'я р.Дністер та її ліві притоки рр. Збруч, Смотріч, Жванець, Жванчик тощо.
Завдяки річкам цієї групи є можливість проводити водні походи до 2-3 категорії складності. Найскладнішими тут є пороги р. Південний Буг в її нижній частині, а саме, Червоні ворота (Нижній Мігійський) нижче с.Мігія та Гард біля м. Южноукраїнськ.
Добра базова технічна та тактична підготовка для подальшого зростання спортивної майстерності, ось що дає проходження маршрутів по цих річках туристам-спортсменам. На цих же річках можливе проведення навчально-тренувальних заходів та змагань. Тах, на р. Південний Буг щорічно проводяться змагання з техніки водного туризму на трасах біля с. Сокопець {траса 2-3 категоріі складності) та на Мігійському порозі (траса 3 категорії складності).

### Спелеотуризм
В Україні надзвичайно популярний спелеотуризм. У нашій країні понад 1500 печер, кожна зі своєю унікальною флорою і фауною. 
Як різновид спортивного туризму спелеологічний туризм розвивається в Україні десятиліттями, і його розвиток тісно пов’язаний з карстологією та спелеологією, дослідженням печер. У зв’язку з розвитком печерного туризму пошуки нових печер і дослідження відкритих печер в Україні були віднесені до туристично-спортивних, певною мірою досліджено значну частину відомих печер.
Ось перелік найпопулярніших та найвідвідуваніших печер України:
1) Солдатська печера
Це найглибша печера України. ЇЇ глибина сягає 500 м та 2100 м протяжністю. Вона розташована  Кримському півострові, масив Карабі-Яйли. Назву свою отримала на честь безіменних воїнів, які полягли в роки Великої Вітчизняної війни.
2) Червоні печери або Кизил-Коба
Червоні печери – це цілий комплекс печер неподалік 3,5 км від села Перевальне у вузькій гірській ущелині серед однойменного урочища Кизил-Коба. Печери утворені річкою Субаткан і поділяються на дві частини підземним озером.
Всередині печера утворює шестиповерховий лабіринт і без провідника знайти вихід новачку буде дуже важко.
Кизил-Коба – найбільша печера Кримського півострова. Загальною протяжність близько 2,5 кілометрів.
3) Мармурова печера
Ця печера вважається однією з найкрасивіших і найвідвідуваніших печер Європи.
Печера була відкрита нещодавно в 1987 році на нижньому плато гірського масиву Чатир-Даг біля села Мармурова Сімферопольського району. Біля його входу збудовано 10-метровий штучний тунель. Перша галерея – «Галерея казок», де сталагміти нагадують відомих героїв. Печера була утворена під дією природних явищ. За звичайних обставин довжина обладнаної екскурсійної лінії становить понад 1 кілометр.
4) Печерне місто Чуфут-Кале
Чуфут-Кале – це ціле місто. З кримськотатарської мови його назва перекладається як «європейська фортеця».
Місто заснували у V-VI столітті як укріплення на кордоні Візантійської імперії. Більша частина фортеці зараз в руїнах. Між тим, дуже добре збереглися приміщення, що були вирубані в печерах, зокрема і мавзолей доньки золотоординського хана Джанике, зведений у 1437 році.
5) Печера Атлантида (Хмельницька область) 
Печера Атлантида відома спелеологам усього світу, оскільки вона має три чіткі рівні.
Його виявили у 1969 році біля села Завалля Кам’янець-Подільського району, а дослідження розпочали через шість років.
Загальна довжина печери становить 2400 метрів, а Атлантида на 300 метрів глибша за найглибшу печеру Солда.
Печера утворена сталактитами і сталагмітами, які під дією сонячних променів передають увесь спектр кольорів веселки. Добре обладнаних маршрутів в печері немає. Тому для прогулянок тут не обійтися без спеціального спорядження і хорошої фізичної форми.
6) Печера Романія або Дружба (Закарпаття) 
Печера розташована в лісі на околиці села Мала Уголька Тячівського району Закарпатської області. Довжина печери 1 км, глибина 46 м. Для входу в печеру потрібне спеціальне спорядження та навички альпінізму, а також дозвіл Управління гірничого господарства Карпат на підйом через природний кам'яний колодязь. Проте побачене зможе виправдати усі зусилля.

Найбільшою вважається ця печера серед усіх в Українських Карпатах.

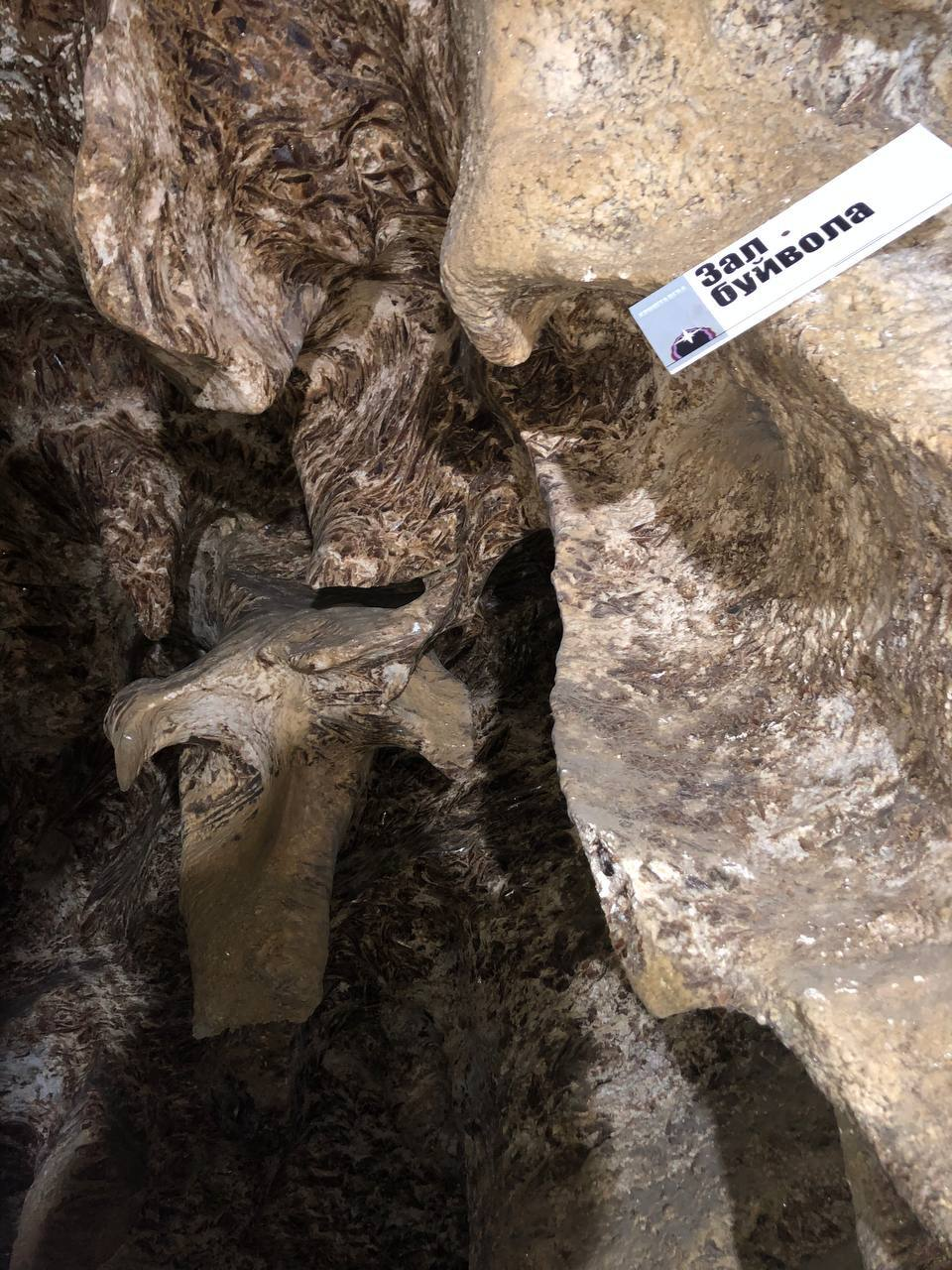
Кришталева печера

7) Кришталева печера (с.Кривче, Тернопільщина)  
Особливістю цієї печери є те, що в ній підвищена іонізація повітря та води, абсолютно відсутні хвороботворні організми (віруси). Останнім часом тут знайдено мінеральний болотний мул і воду. Тобто найближчим часом печеру можуть перетворити на лікувальний центр. 
Деякі ділянки печери закриті для туристів, щоб зберегти унікальний мікроклімат і «комфорт» кристала.
На Тернопільщині знаходиться ще декілька унікальних печер які варто відвідати: Оптимістична, Озерна та Музейна.